# Klika Č'-li
Zhiliská klika (zjednodušené znaky: 直隶系军阀; tradiční znaky: 直隸系軍閥; pinyin: Zhílì xì jūnfá) byla skupina militaristů Peiyang v Číně, která vznikla po smrti Jüan Š’-kchaje v roce 1916. Klika převzala svůj název podle provincie Č'-li, domova několika vůdců skupiny, včetně Wu Pchej-fu a Cchao Kchun. Jeho hlavní teritoriální základna zahrnovala Č'-li, Che-nan, Chu-pej a Chu-nan. Klika, která obdržela finanční podporu od Britů a Američanů, řídila vládu v Pekingu v letech 1920 až 1924; v letech 1920 a 1921 sdílela kontrolu s klikou Fengtien. Poté, co Národní revoluční armáda porazila Wu Pchej-fu během severní kampaně v letech 1926–27, klika Č'-li zmizela z politické scény.

## Válka Č'-li -An-chuej
Od roku 1917 ovládal čínskou vládu Tuan Čchi-žuej a jeho klika Anchuej. Tuanova závislost na Japonsku ho však učinila neoblíbeným u lidí a jeho pokusy o znovusjednocení Číny vzbudily strach v soupeřících frakcích. Nejmocnější z těchto frakcí byly kliky Č'-li a Fengtian, které se spojily, aby ho v roce 1920 svrhly.
Boje vypukly 14. července 1920. Č'-li 3. divize se shromáždila u Pao-tingu a přesunula se k útoku na Peking z jihu. Mezitím se 70 000 vojáků Fengtian přesunulo do severních území Anchuej přes Šan-chajský průsmyk Velké zdi. Skutečnost, že Č'-li ovládali provincii Ťiang-su, znamenala, že Anchuejové nemohli použít železnici k přesunu nezbytně nutných posil na sever z jejích jižních provincií. Armáda Anchuej pochodovala, aby zajistila hlavní město proti Č'-li, zatímco jiné jednotky byly vyslány, aby se vypořádaly s Fengtiany na dalekém severu.
Během čtyř dnů byla válka u konce. 19. července 1920 boj skončil a Tuan rezignoval na svůj post. 23. července vstoupily spojené kliky Fengtian a Č'-li do Jižní zahrady za účelem převzetí Pekingu, což skončilo porážkou a kapitulací kliky Anchuej. Síly Č'-li provedly odvážný boční manévr a porazily armádu Anchuej u Čou-čou. Velká část jeho poražené armády přešla k Fengtianské klice, která ovládla bývalé severní provincie Anchuej. Mezitím členové kliky Č'-li nyní ovládali většinu centrálních provincií Číny. 

## První válka mezi Č'-li a Fengtian
V dubnu 1922 bylo napětí mezi klikou Fengtian podporovanou Japonci a klikou Č'-li podporovanou Itálií vysoké. Čang Süe-liang cítil, že má vojenskou výhodu, a využil svého vlivu k dosazení premiéra podle svého výběru v Pekingu. Wu oba obvinil z toho, že jsou japonští imperialisté – a tak vypukla první Č'-linsko-Fengtianská válka. Čang se už nějakou dobu připravoval na konflikt s Wu. Zvýšil své síly na 120 000 mužů, 150 polních děl a 200 kulometů, což jsou počty, kterým se jen málokterá čínská armáda mohla rovnat. Na papíře mělo Č'-li 250 000 mužů poté, co absorbovali poražené síly Anchuej, ale ve skutečnosti měli sotva 100 000 vojáků, 100 děl a 100 kulometů.V březnu se Fengtianská klika dohodla se Sunjatsenem, že zaútočí na Č'-li ze severu i jihu. Fengtian přesunul své síly na jih na konci dubna, ale Čangova velká aliance ztratila jednoho člena, protože Sunjatsenovy potíže na jihu mu zabránily připojit se. K velkým střetům došlo u mostu Marca Pola u Pekingu a jak bylo běžné v konfliktech mezi čínskými válečníky, boje zuřily na severojižních železničních tratích. Boj trval několik dní, dokud síly Č'-lingského vojevůdce Feng Jü-siang, známého jako ‚křesťanský válečník‘, neobešly 4. května Zhang's. Mezi Fengtianskými řadami se rozšířila panika a uprchli zpět do průsmyku Šangchaj, zatímco Wu obsadil Peking.Po sotva týdnu bojů skončila první Č'-linsko-Fengtian válka. 3000 vojáků bylo zabito a 7000 zraněno. Navzdory svému vítězství nebyl Wu schopen pronásledovat Čanga do Mandžuska. Čang prohlásil své tři provincie za nezávislé na Pekingu a zahájil řadu rozsáhlých reforem: vytvořil generální ředitelství a nahradil své vůdce banditů čínskými důstojníky vycvičenými v Japonsku. Koncem roku 1923 tvrdil, že má 200 000 bojeschopných vojáků.Č'-li klika vyšla vítězně z války proti Fengtian a nyní dominovala pekingské politice.

## Druhá válka mezi Č'-li a Fengtian
Druhá válka mezi Fengtian a Č'-li odehrála 15. září 1924. Čang Cuo-lin velel 250 000 vojákům a vstoupil do Velké zdi na dvou místech, v Čch'-feng a Čcheng-te. V reakci na Čangovu invazi, Wu Pchej-fu vedl 200 000 vojáků v obraně. Mezi maršálem Wu Pchej-fu a generálem Feng Jü-siang uvnitř velení Č'-li však probíhal vnitřní boj o moc. Feng odmítl plnit Wuovy příkazy. 23. října Feng podepsal tajnou dohodu s Fengtian Čang Cuo-lin a Tuan Čchi-žuej známou jako „Pekingský převrat“. Později Feng a jeho vojáci opustili skupinu Č'-li a vytvořili novou Guomin (národní lidovou) armádu proti Č'-li. Wu Pchej-fu nyní musel bojovat na dvou frontách: Fengova revoltující armáda a Zhangovy invazní armády. Wu reorganizoval své síly a pochodoval směrem k Pekingu. ale Fengova armáda Guomin porazila Wuovy jednotky. Wu ztratil svou hlavní sílu a uprchl na jih. Fengtian vyhrál druhou Fengtian-Č'-li válku. Čang Cuo-lin, spolu s Feng Jü-siang vytvořili novou prozatímní vládu v Pekingu. Pozvali také Sunjatsena do Pekingu, aby projednali znovusjednocení Číny. Sun však zemřel na rakovinu v Pekingu počátkem roku 1925. Národní moc nakonec padla do rukou Fengtianské kliky.